# جوش فيولا
جوش فيولا (بالإنجليزية: Josh Viola)‏ (23 يوليو 1983، بريدجبورت في الولايات المتحدة)؛ روائي أمريكي.